# Cuiabá
Cuiabá est la capitale de l'État brésilien du Mato Grosso.
Sa population se montait à 533 800 habitants en 2005. Elle forme une conurbation avec sa voisine Várzea Grande. La population additionnée des deux villes atteint 860 000 habitants. Elle est située sur la rive du rio Cuiabá, abondant affluent du Rio Paraguay.

## Origine du nom
L'origine exacte du nom Cuiabá est inconnue. Les historiens et linguistes ont donné trois hypothèses pour l'expliquer :
- Cuiabá viendrait du mot bororo ikuiapá qui signifie place de la flèche. Il désignerait un endroit où les Bororos avaient l'habitude de chasser et de pêcher, à l'aide de flèches faites exprès pour la pêche. Cet endroit, un affluent sur la rive gauche du rio Cuiabá, était abondant en roseaux, avec lesquels les Bororos fabriquaient leurs flèches ;

- il pourrait être une déformation du mot guarani kyyavera signifiant rivière de la loutre brillante. Kyyavera aurait été déformé en cuyaverá puis en cuiabá ;

- il pourrait également signifier rio créateur de cruches car les Indiens y trouvaient les arbres avec lesquels ils fabriquaient leurs poteries.

## Histoire
Cuiabá est l'ancien poste-frontière d'Arraial de Forquilha, fondé en 1719 après que l'on eut découvert de l'or sur les bords du rio Coxipos. Le premier capitaine général du Mato Grosso, Rodrigo César de Menezes, lui donna le nom de Cuiabá le 1er janvier 1727. Elle est devenue la capitale de l'État du Mato Grosso en 1835.
Bien que capitale, Cuiabá reste dans un isolement presque complet pendant tout le XIXe siècle. Percy Fawcett la visite en 1920 et la décrit ainsi : "Cette ville nous parut appauvrie et arriérée... La population était composée de mulâtres et paraissait très pauvre, principalement parce que les commerçants locaux l'exploitaient; le peu d'argent qu'elle possédait était raflée par la municipalité et l'Église. (...) Ici, comme à Diamantino, dans le nord, les prospecteurs exploitaient les rivières, mais les affaires cessèrent de couvrir les frais et la vague de prospérité retomba, laissant cette localité à un niveau à peine supérieur à celui d'une ville fantôme".
La ville recommence petit à petit son développement au début des années 1930 lors d'un conflit avec le Paraguay, lorsqu’elle approvisionne les troupes brésiliennes en produits alimentaires et en bois de construction. Au cours de la même décennie, son isolement relatif cesse lors de la construction d'une route et d'un chemin de fer reliant le Mato Grosso à la Côte.
En 1960, Cuiabá a 50 000 habitants. La fondation de Brasilia, la même année, en fait un pôle majeur de développement économique. La ville exporte du soja et du riz à l'étranger. En 1980, la population dépasse 250 000 personnes.
Le taux de croissance commence à diminuer après 1990 à cause de la concurrence des autres villes de l'État. Cependant, le tourisme émerge et commence à devenir une importante source de revenus.

## Maires
| Période | Période | Identité      | Étiquette | Qualité |
| ------- | ------- | ------------- | --------- | ------- |
| 2005    | 2008    | Wilson Santos | PSDB      |         |
| 2009    | 2012    | Chico Galindo | PTB       |         |
| 2013    | 2016    | Mauro Mendes  | PSB       |         |

## Géographie
Cuiabá est située dans la zone de transition entre l'Amazonie, le Cerrado et le Pantanal. Elle est à l'intersection de plusieurs routes principales, de chemins de fer et de voies d'eau. Elle est alimentée par le rio Cuiabá, qui appartient au bassin du rio Paraguay. D'ailleurs, elle est dans la région qui sépare le bassin du Paraguay de celui de l'Amazone. Beaucoup d'autres fleuves, dont le rio Coxipos, coulent autour de la ville.
Le climat est tropical, chaud et pluvieux. Les précipitations annuelles moyennes sont de 1 750 mm concentrées surtout en décembre, janvier et février. La saison sèche est de mai à août. L'humidité tombe parfois à un niveau critique  (parfois en dessous de 15 %). Il est alors recommandé de garder une cruche d'eau près du lit la nuit. L'évaporation due à la chaleur forme un nuage dans la chambre à coucher empêchant ainsi l'assèchement de la gorge pendant le sommeil.
La température peut alterner de 40 °C à 13 °C mais, la plus grande partie de l'année, elle est au-dessus de 30 °C. Cuiabá est connue au Brésil comme étant la capitale la plus chaude du pays.

## Population et société
La population de Cuiabá était estimée à 553 800 habitants en 2005. Aujourd'hui, la banlieue se développe plus vite que le centre-ville. Várzea Grande, à proximité, compte 248 728 habitants et sa population augmente plus rapidement que Cuiabá. Cuiabá et sa banlieue comptent 20 % de la population de l'État du Mato Grosso.

## Sport
La ville possède plusieurs clubs de football. Le Mato Grosso EC dispute ses rencontres à domicile au stade Eurico Gaspar Dutra. Le Cuiabá EC (D1 brésilienne), partage quant à lui l'Arena Pantanal, construite pour accueillir des rencontres de la Coupe du Monde 2014, avec le Mixto EC.

## Économie

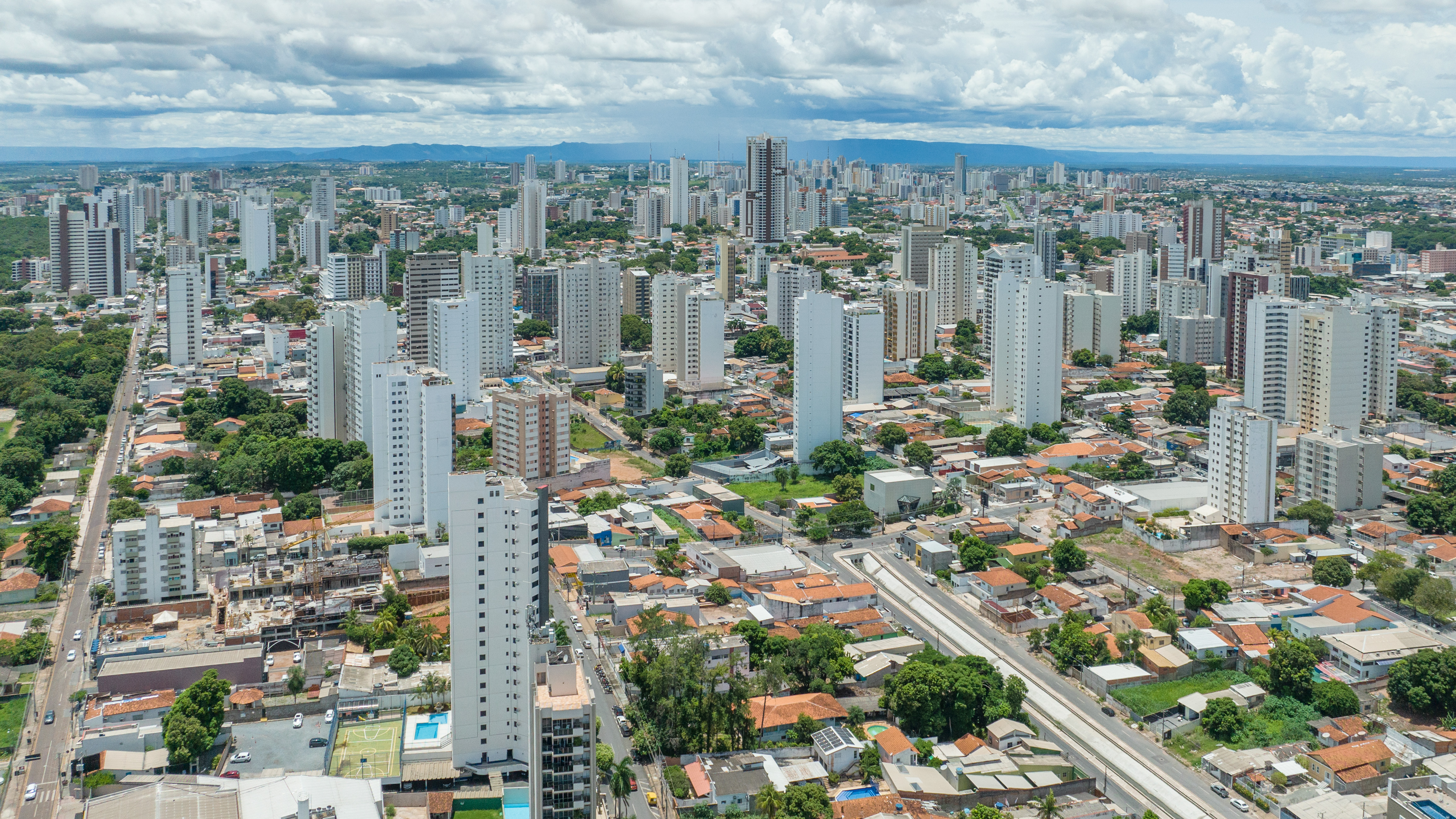
Cuiabá en 2022.

Le secteur important concerne les produits d'agriculture, avec notamment la présence du Groupe André Maggi qui y possède une usine de transformation du soja.
L'aéroport de Cuiabá (code AITA : CGB) est le deuxième plus gros de la région brésilienne du centre-Ouest.

## Tourisme

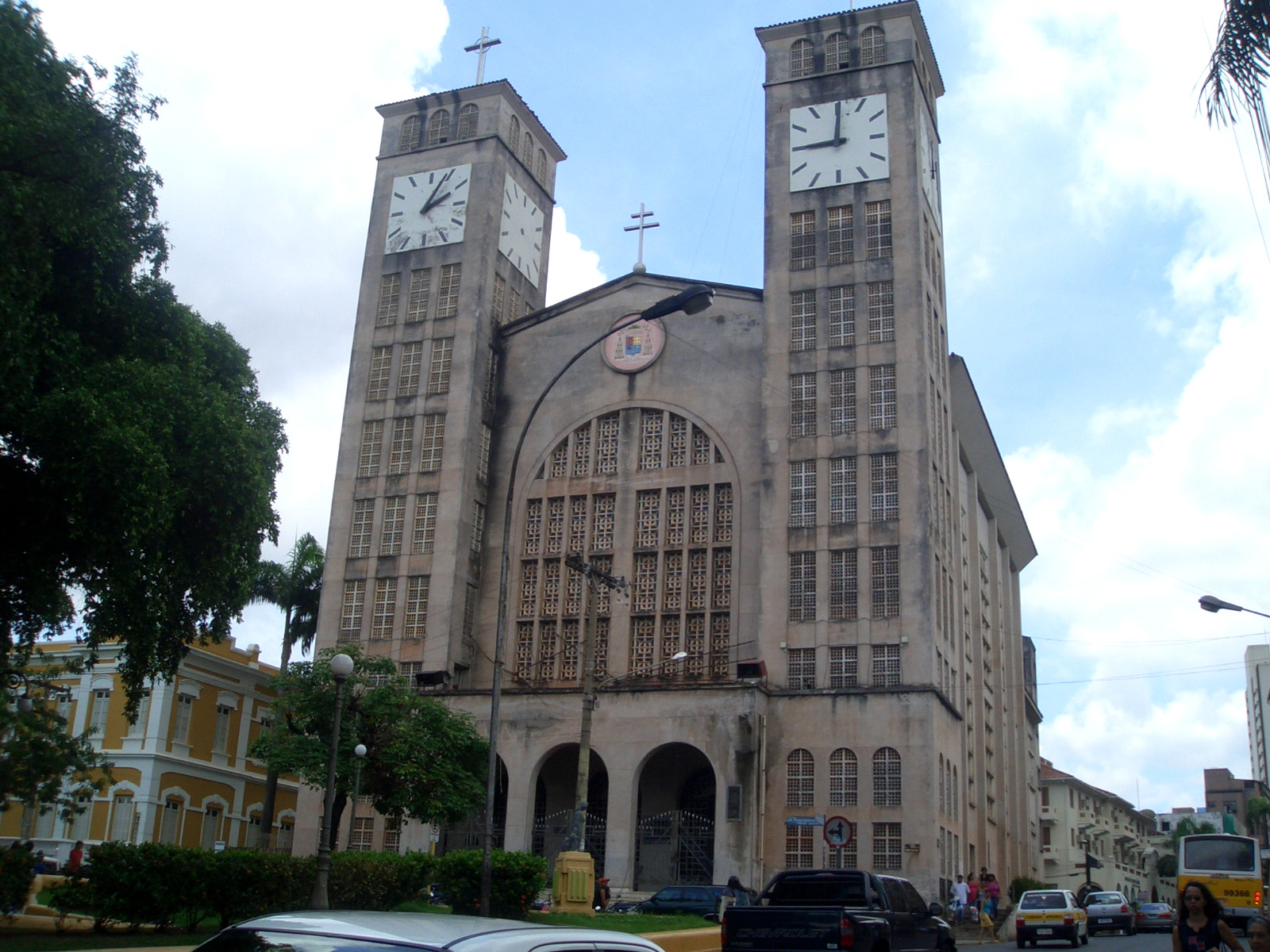
Façade de la Cathédrale métropolitaine de Cuiabá

Cuiabá est une région attractive pour les touristes car elle est située au milieu de différents paysages naturels. Elle est le point de départ des excursions vers le cerrado et le Pantanal et la porte d'entrée sud pour la forêt amazonienne. La ville est attractive également pour elle-même car elle possède un patrimoine historique important. 
Comme les autres villes historiques du Brésil, la capitale du Mato Grosso est intéressante par son architecture coloniale adaptée parfois à d'autres formes comme l'architecture néo-coloniale ou éclectique. Le développement démographique croissant, entre 1960 et 1980, a été cependant néfaste pour plusieurs bâtiments historiques qui ont été rasés au profit de constructions domiciliaires plus modernes. Ainsi, l'église la plus ancienne de la ville a été démolie en 1968 et plusieurs endroits du quartier historique ont été endommagés.
C'est seulement au cours des années 1980 que la ville de Cuiabá a décidé de mieux préserver son patrimoine architectural. En 1987, l'État brésilien a créé l'Institut du Patrimoine Historique et Artistique National (IPHAN) dont le but est la protection du patrimoine historique brésilien. L'IPHAN et le Ministère de la Culture du Brésil ont décidé de restaurer certains bâtiments architecturaux de Cuiabá comme les églises de Rosario et de Sao Benedicte ou l'ancien Palais de l'Instruction (qui contient maintenant un musée et une bibliothèque). Dans les années 1990, on a restauré l'ancien Arsenal de Guerre (devenu maintenant le Centre culturel de conservation) et l'ancien marché aux poissons (où est situé le Musée du Rio Cuiabá). Un Musée des Sons et Images de Cuiabá a également été fondé.
Dans le centre historique de Cuiabá, l'IPHAN a créé une zone protégée devant préserver les traits originaux des anciennes rues historiques de la Rue d'en bas (Ruas do Baixo), de la Rue du Milieu (Ruas do Meio) et de la Rue d'en Haut (Ruas do Cima) qui portent maintenant respectivement les noms de Goldino Pimentel, Ricardo Franco et Pedro Celestino. Les rues de traverse des alentours sont également protégées.
D'autres attractions locales sont aussi à signaler. Il y a le musée Rondon (contenant des artéfacts indigènes), le Musée d'Art et de Culture Populaire (situé sur le campus de l'Université fédérale du Mato Grosso), le centre géodésique d'Amérique du Sud, la basilique du Seigneur Bon Jésus de Cuiabá (une cathédrale métropolitaine), l'église de Sao Gonçalo et la mosquée de Cuiabá. La ville possède également un zoo, deux grands parcs sur les bords du rio Cuiabá, de nombreux sentiers pédestres et pistes cyclables. On peut également visiter un arboretum au confluent des rios Cuiabá et Coxipos.
Les rios environnants sont fréquentés pour les baignades et la pêche. On peut également visiter quelques communautés indigènes de la région comme celle des Bororos. Des matchs de soccer et de football se déroulent au stade José Frazelli.

## Urbanisme
Comme toutes les grandes villes brésiliennes Cuiaba comporte de nombreux gratte-ciel.
Le plus ancien d'entre eux remonte à 1998 et en 2022 il y en a une quinzaine .
Le plus haut gratte-ciel de la ville est l'Edificio American Diamond, haut de 155 m et achevé en 2019.

## Sources
1. ↑  IBGE
2. ↑  « Um Governo de Engonços: Metrópole e Sertanistas na Expansão dos Domínios Portugueses aos Sertões do Cuiabá (1721-1728) », sur www.academia.edu (consulté le 12 mars 2016)
3. ↑  Percy Fawcett, Le continent perdu, Pygmalion, 1991
4. ↑  « Gratte-ciel de Cuiaba (Brésil) », sur Passion gratte ciel (consulté le 31 mai 2023).